# 나카미즈노역
나카미즈노역(일본어: 中水野駅, なかみずのえき)은 일본 아이치현 세토시에 있는 아이치 환상 철도선의 역이다. 역 번호는 22이다.

## 역 구조
고가역으로 상대식 승강장 2면 2선의 구조이다. 아이치 환상 철도선에는 단선 구간, 복선 구간이 모두 존재하지만 당역을 끼고 세토시 역에서 고조지역까지는 2004년에 복선화가 완료되었다.
상하행선에서는 승강장 유효 길이가 다르다. 서쪽에 있는 고조지 방면의 승강장은 10량 편성의 열차에 대응하지만 동쪽에 있는 오카자키 방향의 승강장은 4량 편성만 대응된다. 이 때문에 평일에 주오 본선에서 직통하고 들어온 세토구치 행 열차(6 ~ 8량 편성)는 승강장에 정차하지 않고 차량의 도어 컷을 한다.
역의 개찰구와 출입구는 고가 도로 상에 플랫폼의 밑에 있다. 유인역이지만 창구는 낮에만 영업하므로 그 외의 시간대는 역무원이 부재한다. 설치된 역무 기기에는 배리어 프리 대응형 자동 매표기가 있다.

## 역 주변
역전에는 로터리와 주차장이 정비되어 있다. 사거리 내에는 나카미즈노 역 버스 정류장이 있어 메이테쓰 버스와 세토 시 마을 버스가 발착한다.
역 주변에는 주택이 적고 논이 확산되어 있다. 역 바로 북쪽은 언덕이며, 아이치 환상 철도선은 터널에서 빠져나가는 형식이다. 역의 남쪽도 마찬가지로 구릉 지대에서 아이치 환상 철도선의 터널이 있지만, 이쪽은 유리노다이, 후지노다이 등의 주택지로 개발되고 있다.
역 주변 주요 도로는 당역 부근에서는 아이치 환상 철도선과 평행선을 그리는 국도 제155호선과 역의 남쪽에 있는 사거리에서 국도 제155호선에서 갈라져 동쪽으로 향하는 아이치 현도 210호 나카미즈노시나노 선이 있다. 국도 제155호선 변에는 세토 신용 금고 미즈노 지점, 세토 미즈노 우체국과, 나고야 법무국 세토 출장소, 세토 법무 종합청사 미즈노 병원이 있어 지방 도로 210호 변에는 세토 시청 미즈노 지소와 세토 경찰서 미즈노 파출소가 있다.
학교는 역의 서쪽에 아이치 현립 세토키타 종합 고등학교, 동쪽으로 세토 시립 미즈노 초등학교와 세토 시립 미즈노 중학교가 있다.
또한, 이 지역에서 가장 오래된 사원인 간노지가 있다.
- NHK 세토 미즈노 텔레비전 중계국
- 세토 시 하수도 자료관
- 세토 시 학교 급식 센터

## 역사
- 1988년 1월 31일: 아이치 환상 철도의 역으로서 신토요타 ~ 고조지 간 개통에 맞추어 영업 개시, 승강장은 상대식의 2면 2선으로 무인역이다.
- 1998년 4월 1일: 역무원의 배치 시작.
- 2004년 10월 3일: 세토시 ~ 고조지 역 구간의 복선화로 인하여 교행 해제.

## 인접역
| 아이치 환상 철도 ■ 아이치 환상 철도선 | 아이치 환상 철도 ■ 아이치 환상 철도선 | 아이치 환상 철도 ■ 아이치 환상 철도선 |
| ------------------------------------- | ------------------------------------- | ------------------------------------- |
| 21 세토시 오카자키 방면               |                                       | 고조지 23 고조지 방면                 |